# Matt Dalton
Pour les articles homonymes, voir Dalton.
Matt Dalton (né le 4 juillet 1986 à Clinton dans la province d'Ontario au Canada) est un joueur professionnel canadien de hockey sur glace naturalisé sud-coréen. Il évolue au poste de gardien de but.

## Biographie
Il a joué au niveau universitaire de 2007 à 2009 avec les Beavers de l'université Bemidji State. Le 22 avril 2009, il signe comme agent libre avec les Bruins de Boston de la Ligue nationale de hockey. Il joue les deux saisons suivantes dans les ligues mineures et partage son temps entre les Bruins de Providence dans la LAH et les Royals de Reading dans l'ECHL, qui sont chacun affiliés avec Boston.
En 2011, il quitte pour la Russie en rejoignant le Vitiaz Tchekhov dans la KHL. Il joue par la suite deux autres saisons avec le Neftekhimik Nijnekamsk dans la même ligue. En 2014, il rejoint le Anyang Halla, équipe de Corée du Sud évoluant en Asia League.
Ayant obtenu la citoyenneté sud-coréenne, il prend part aux compétitions internationales avec l'équipe nationale de Corée du Sud. Il participe avec cette équipe aux Jeux olympiques d'hiver de 2018 se tenant à Pyeongchang.

## Trophées et honneurs personnels
- 2005-2006 :
  - nommé dans la première équipe d'étoiles de la NAHL.
  - nommé dans l'équipe des recrues de la NAHL.
  - nommé meilleur joueur de la NAHL.
- 2008-2009 : nommé dans la deuxième équipe d'étoiles de la CHA.
- 2014-2015 :
  - nommé meilleur gardien de but de l'Asia League.
  - nommé dans la première équipe d'étoiles de l'Asia League.
- 2015-2016 :
  - champion d'Asie avec le Anyang Halla.
  - nommé meilleur joueur des séries éliminatoires de l'Asia League.
- 2016-2017 :
  - nommé meilleur gardien de but de l'Asia League.
  - nommé dans la première équipe d'étoiles de l'Asia League.
  - champion d'Asie avec le Anyang Halla.
  - nommé meilleur joueur des séries éliminatoires de l'Asia League.
- 2017-2018 :
  - nommé meilleur gardien de but de l'Asia League.
  - champion d'Asie avec le Anyang Halla.